# Kai-Uwe-von-Hassel-Förderpreis
Der Kai-Uwe von Hassel-Förderpreis wird seit 1975 jährlich von der Hermann Ehlers Stiftung verliehen. Namensgeber des Preises ist der Politiker Kai-Uwe von Hassel, der einer der Mitinitiatoren der Hermann-Ehlers-Stiftung ist. Der Preis ehrt „jüngere Bürger […], die durch ihre ‚bisherige Tätigkeit einen Beitrag zur weiteren Ausgestaltung der freiheitlich demokratischen Grundordnung in Deutschland geleistet‘ haben“. Er ist nicht mit dem gleichnamigen Kai-Uwe von Hassel-Förderpreis der Kai-Uwe von Hassel-Stiftung zu verwechseln.

## Preisträger
- 1975: Gerd Langguth, Bonn
- 1976: Heinz Janning, Wettringen
- 1977: Cornelia Irena Gerstenmaier, Oberwinter
- 1978: Kurt Lauk, München
- 1979: André Thomashausen, Preetz
- 1981: Ulrich Waas, Röttenbach
- 1982: Hans-Joachim Berg, Bonn
- 1983: Herbert Müller, Bonn
- 1984: Daniel Friedmann, Bonn
- 1986: Lufttransportgeschwader 61 Landsberg, 62 Wunstorf, 63 Hohn
- 1987: Georg Gafron, Berlin
- 1989: Andreas Meier, Berlin
- 1991: Marianne Rohde, Mannheim
- 1992: Andrea Lohse, Kiel
- 1994: Dirk Breithaupt, Berlin
- 1995: Wolf Reinhard Wrege, Kiel
- 1996: Kieler Knabenchor
- 1997: Aktion Schüler Helfen Leben, Kiel
- 1998: Deutsche Nachschule Tingleff
- 1999: Deutsche Waldjugend
- 2000: Duo Dill/Leuschner, Musikhochschule Lübeck
- 2001: Stipendiaten in Kiel der Begabtenförderung der Konrad-Adenauer-Stiftung
- 2002: Schleswig-Holsteinische Jugendfeuerwehr im Landesfeuerwehrverband
- 2003: Jugendarbeitskreis im Landesverband Schleswig-Holstein des Volksbundes Deutsche Kriegsgräberfürsorge
- 2004: Pastorin Antje Rüttgardt, Wolfsburg
- 2005: Schülerinnen und Schüler der Hauptschule Dahlhofschule, Sülze und der Hermann-Ehlers-Realschule, Bergen
- 2006: Jennifer Aßmann, Kiel
- 2007: Naturschutzjugend Jordsand
- 2008: Kinder- und Jugendtheater im Werftpark, Kiel
- 2009: Landjugendverband Schleswig-Holstein
- 2010:	NaT-Working am IFM-GEOMAR
- 2011: Bundesbeste Auszubildende der Industrie und Handelskammer zu Schleswig-Holstein
- 2012: Projekt „Grundstein: Thullesen baut dich auf“ (Unternehmen Lars Thullesen, Volker Thullesen GmbH, NMS)
- 2013: Schülerinitiative Talented e.V. (Gründer Malte Kosub)
- 2014: Projekt "Software Challenge"
- 2015: lifeline e.V
- 2016: Projekt „artegrale“ der Stiftung Drachensee
- 2017: Projekt "Kieler Gelehrtenverzeichnis"